# Ларі Гегмен
Ларрі Гегмен (англ. Larry Hagman, 21 вересня 1931 — 23 листопада 2012) — американський актор, продюсер та режисер. Гегмен найвідоміший за свою роль Джей Ара Юїнга у популярному телесеріалі 1980-х років «Даллас», яка принесла йому чотири номінації на премію «Золотий глобус» і дві на «Еммі», а також за роль у ситкомі 1960-х років «Я мрію про Джинні». Син актриси Мері Мартін. 1981 року він отримав власну зірку на Голлівудській «Алеї слави».

## Життя та кар'єра

### Рання життя та кар'єра
Ларрі Гегмен народився у Форт-Верті (штат Техас). Його матір'ю є відома актриса Мері Мартін, а батьком, окружний прокурор Джек Гегман. Його батьки розлучилися 1936 року, коли Гегмену було п'ять років. Коли його мати почала співпрацювати з Paramount Pictures, вона взяла Гегмена працювати на зйомках. Потім він почав свою кар'єру у Далласі, виконуючи невеликі ролі у театрі, а 1950 року дебютував на Бродвеї у п'єсі «Приборкання норовливої». 1951 року він виступав у Лондонській версії мюзиклу «Південь Тихого океану», Де головну роль грала його мати. 1952 року, під час Корейської війни Гегмана було призвано до Військово-повітряних сил США.

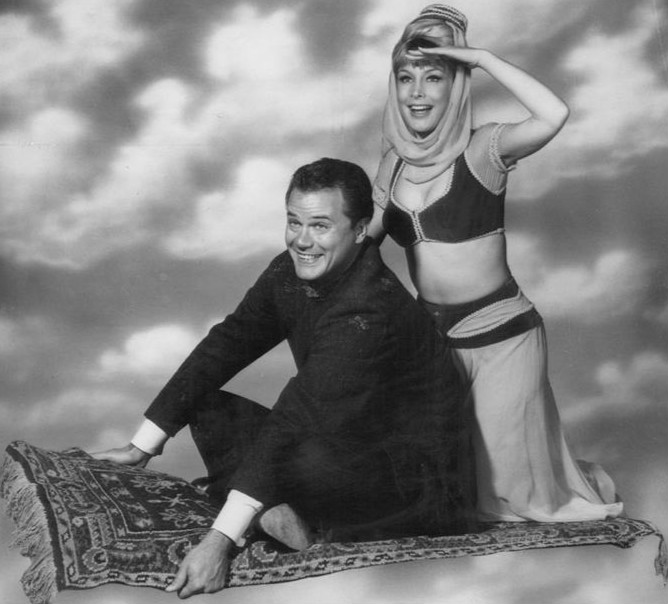
Гегман з Барбарою Іден у серіалі «Я мрію про Джинні»

Після уходу з ВВС 1956 року він повернувся до Нью-Йорка, де виступав на Офф-Бродвейській сцені. Згодом він з'явився у цілому ряді Офф-Бродвейських та Бродвейських постановок у п'ятдесятих. У той же період він почав з'являтися на екранах, переважно виконуючи епізодичні ролі на телебаченні. 1961 року він отримав роль у денній мильній опері «На порозі ночі», де і знімався наступні два роки.

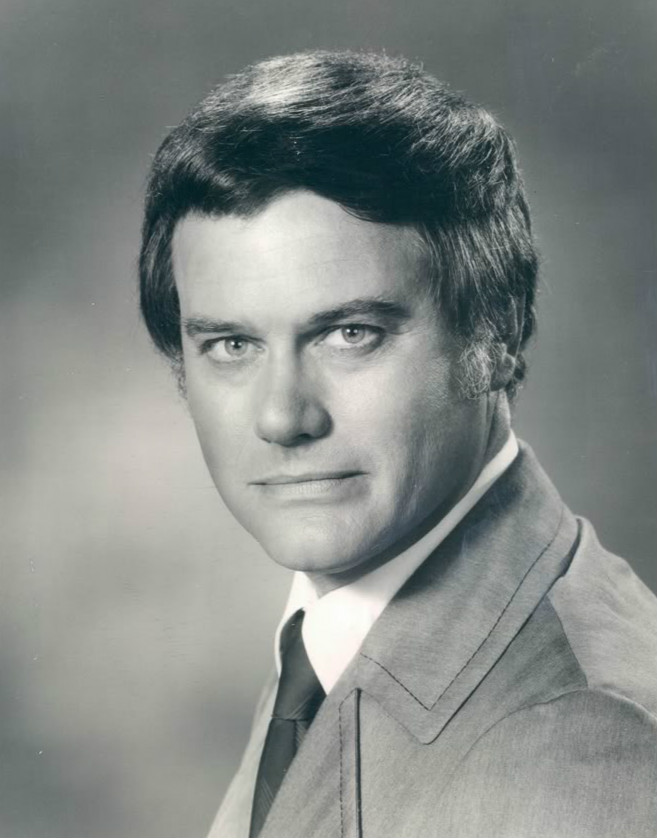
Ларрі Гегмен 1973 року

### «Я мрію про Джинні»
1965 року Гегман отримав свою першу успішну роль у комедійному серіалі «Я мрію про Джинні» з Барбарою Іден. Серіал став хітом та проіснував в ефірі п'ять сезонів. У сімдесятих він зіграв головні ролі у двох провальних ситкомах, а також з'явився у ряді фільмів і телефільмів.

### «Даллас»
1978 року Гегман отримав свою, мабуть, найвідомішу роль — бізнесмена Джей Ара Юїнга у телесеріалі «Даллас». Спочатку роль Джей Ара Юїнга отримав Роберт Фоксуорт, однак той хотів щоб сценаристи зробили персонажа більш м'яким. Тоді ж Ларрі Гегмен, раніше відомий переважно за позитивними ролям у комедійних серіалах, був зацікавлений у ролі і хотів щоб персонаж залишався таким, як його спочатку задумали автори. Гегмен отримав роль і взимку 1977 приступив до зйомок.
Серіал став культурним феноменом свого періоду та породив моду на кліфгенгери на телебаченні. На початку третього сезону весь світ задавався питанням «Хто стріляв у Джей Ера?» — кліфгенгер у фіналі другого сезону, де невідома особа стріляла у Джей Ера Юїнга. Глядачам довелося чекати все літо щоб дізнатися цю таємницю. Влітку 1980 гасло «Хто стріляв у Джей Ера?» стало одним з найбільш обговорюваних у світі, а прем'єру наступного сезону спостерігала рекордна кількість глядачів — більше 83 млн глядачів у США, що дорівнювало 76 відсоткам населення країни. У кінцевому рахунку було показано, що героїня Мері Кросбі стріляла у Джей Ера. Подібний крок сценаристів був обумовлений вимогами Гегмана підвищити йому гонорар. Продюсери були у сум'ятті: чи варто платити акторові великий гонорар, або ж простіше вбити його героя. У кінцевому рахунку їм довелося піддатися вимогам Гегмана та підвищити йому зарплату, оскільки його персонаж був настільки популярний, що його неможливо було б прибрати з шоу без рейтингових втрат. Гегман став найвискокооплачуваним актором на телебаченні у вісімдесятих, а серіал проіснував в ефірі тринадцять сезонів та породив ряд спін-оффов, відео ігор і аналогів.

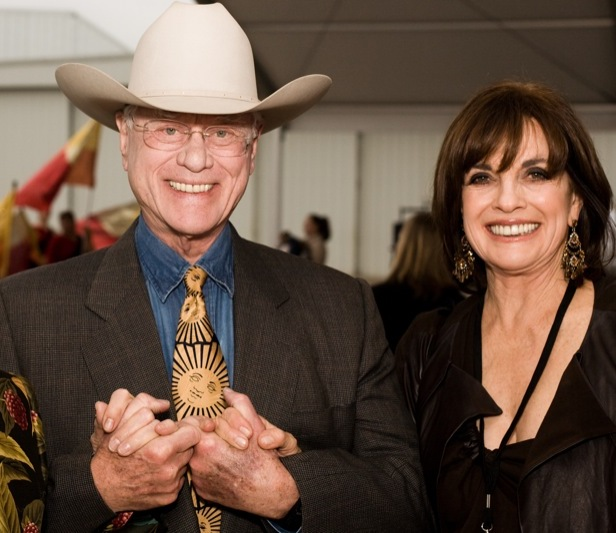
Гегман та Лінда Грей 2010 року

### Останні роки
Після завершення «Далласа» Гегмен з'явився у фільмах «Ніксон» і «Основні кольори». Він також зіграв головну роль у серіалі «Орлеанці», який був закритий після восьми епізодів. 2010 року він був запрошеною зіркою у серіалі «Відчайдушні домогосподарки», де зіграв роль коханого героїні Поллі Берген.
Наприкінці 2009 року почалася розробка продовження «Далласа». У грудні 2010 року стало відомо, що Гегмен не погодився підписувати контракт з каналом та вимагав підвищення зарплати. Раніше два ключових актори оригіналу, Лінда Грей і Патрік Даффі, погодилися на участь у пілоті. У поспіху Синтія Сідре почала писати альтернативний сценарій пілота, без участі персонажа Гегмена, який сподобався керівництву каналу також як і попередній. Проте переговори з Гегменом тривали та керівництво каналу заявило, що будуть знімати пілот з ним або без нього, і актор все ж підписав контракт на участь у проекті на початку лютого наступного року. У червні 2012 року відбулася прем'єра однойменного продовження «Далласа», у якому Гегмен знову зіграв Джея Ера.
Гегмен за свою кар'єру чотири рази був номінований на премію «Золотий глобус», двічі на «Еммі», а також виграв премію «Бамбі» 1981-о року і отримав власну зірку на Голлівудській «Алеї слави».

### Хвороба та смерть
14 жовтня 2011, під час зйомок у продовженні «Далласа», було оголошено, що Гегмен хворий на рак горла. Він успішно пройшов курс лікування і у січні 2012 року актор оголосив, що він цілком здоровий.
Ларрі Гегмен помер 23 листопада 2012 року у медичному центрі у Далласі від раку горла.За іншою інформацією він помер від мієлодиспластичного синдрому. Він помер у колі близьких людей, серед яких були Лінда Грей та Патрік Даффі, колеги по серіалу «Даллас». Новина про його смерть стала несподіванкою для багатьох, зокрема для продюсерів оновленого серіалу «Даллас», у якому він знімався до останніх днів. На момент смерті він встиг знятися у шести з п'ятнадцяти епізодів другого сезону серіалу та історія його персонажа завершилася у епізоді JR's Masterpiece.

## Особисте життя
З 1954 року Гегман був одружений зі шведкою Май Аксельссон, у них двоє дітей. У серпні 1995 року йому була зроблена операція з пересадки печінки. 2010 року стало відомо, що його дружина страждає від хвороби Альцгеймера.

## Часткова фільмографія

### Телебачення
| Рік       |   | Українська назва           | Оригінальна назва    | Роль            |
| --------- | - | -------------------------- | -------------------- | --------------- |
| 1961—1963 | с | На порозі ночі             | The Edge of Night    | Ед Гібсон       |
| 1978—1991 | с | Даллас                     | Dallas               | Джей Ар Юїнг    |
| 1980—1982 | с | Тиха пристань              | Knots Landing        | Джей Ар Юїнг    |
| 2011      | с | Відчайдушні домогосподарки | Desperate Housewives | Френк Камінські |
| 2012—2013 | с | Даллас                     | Dallas               | Джей Ар Юїнг    |

### Фільми
| Рік  |    | Українська назва             | Оригінальна назва         | Роль                  |
| ---- | -- | ---------------------------- | ------------------------- | --------------------- |
| 1964 | ф  | Збій системи безпеки         | Fail-Safe                 | Бак                   |
| 1966 | ф  | Група                        | The Group                 | Гаральд Петерсон      |
| 1974 | ф  | Гаррі та Тонто               | Harry and Tonto           | Едді Кумбс            |
| 1976 | ф  | Орел приземлився             | The Eagle Has Landed      | Полковник Піттс       |
| 1978 | ф  | Супермен                     | Superman                  | Майор                 |
| 1995 | ф  | Ніксон                       | Nixon                     | Джек Джонс            |
| 1996 | тф | Даллас: Джей Ар повертається | Dallas: J.R. Returns      | Джей Ар Юїнг          |
| 1998 | ф  | Основні кольори              | Primary Colors            | Губернатор Фред Пікер |
| 1998 | тф | Даллас: Війна Юїнга          | Dallas: War of the Ewings | Джей Ар Юїнг          |